# Querschnitt
Querschnitt es un álbum recopilatorio de la banda musical alemana Megaherz. Fue lanzado en el 2001.

## CD 1 contenido
1. "Miststück"
2. "Gott Sein"
3. "Kopf Durch Die Wand"
4. "Wer Bist du"
5. "Kopfschuss"
6. "Herz Aus Stein"
7. "Jordan"
8. "Burn"
9. "Rappunzel"
10. "Himmelfahrt"
11. "Tanz Auf Dem Vulkan"
12. "Das Licht Am Ende Der Welt"
13. "Hurra - Wir Leben Noch"
14. "Schlag Zurück"
15. "Teufel"
16. "Hänschenklein '97"

## CD 2 Contenido
1. "Freiflug" (Video/Radio Cut)
2. "Freiflug" (Album Version)
3. "Liebestöter" (Club Mix)
4. "Liebestöter" (Atomic Mix)
5. "Rock Me Amadeus" (Radio Edit)
6. "Rock Me Amadeus" (Fieberwahn Mix)
7. "Gott Sein" (Blemish's Buss & Bet Mix)
8. "Gott Sein" (Kerosin Take Off Mix)
9. "Himmelfahrt" (Radio Edit)
10. "Freiflug" (Music Video)

- Datos: Q3081015